# Ajorca de tobillo

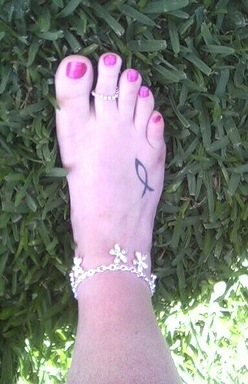
Ajorca de tobillo y anillo de dedo

Una ajorca de tobillo es un adorno que se lleva alrededor del tobillo. Las ajorcas y los anillos del dedo del pie históricamente se han utilizado durante siglos por las niñas y las mujeres en Egipto y otros países en el mundo árabe, especialmente entre los beduinos y la zona rural, y por las mujeres casadas en la India. En los Estados Unidos y otros países occidentales, tanto las tobilleras casuales como las formales se convirtieron en moda a finales del siglo XX. Mientras que en la cultura popular occidental, hombres y mujeres más jóvenes pueden usar tobilleras de cuero ocasionales, que son populares entre las mujeres descalzas. las ajorcas de tobillo formales de plata, oro, metal, o perlas son usadas por algunas mujeres como joyería de moda. Este tipo de tobilleras son una parte importante de la joyería usada en las bodas indias, junto con los saris.